# Neuhausen, Enz
Neuhausen là một thị xã thuộc huyện Enz, bang Baden-Württemberg, Đức.